# Jimmy Andersson (konstnär)
Karl Jimmy Andersson, född 8 maj 1934 i Knivsta församling i Stockholms län, död 30 juli 2009 i Gamla Uppsala församling i Uppsala, var en svensk målare. Han var gift med Marja Gräset Andersson.
Andersson studerade vid Konsthögskolan i Stockholm 1964–1969 och under studieresor till ett antal europeiska länder. Han debuterade med en utställning Hos Petra i Stockholm 1969. Han tilldelades Ester Lindahls stipendium 1978. Hans konst går i en nyrealistisk stil och ett experimenterande med sakliga motiv. Andersson är representerad vid Moderna museet i Stockholm.